# Lundholmen
Lundholmen säteri är en herrgård i Vrigstads socken, Jönköpings län, i Sävsjö kommun. Genom sammanslagning av tre gårdar Vettansby bildades under 1500-talet egendomen Lundholmen.
Till en början ägdes gården av släkten Gyllenstierna och gav namn åt grenen Gyllenstierna af Lundholm. Släkten förlorade gården genom Karl XI:s reduktion på 1600-talet, men kom efter två år i enskild ägo genom byte av friherre Harald Strömfelt. Godset har nu varit i samma släkts ägo sedan 1910 då den inköptes av grosshandlare J.P. Carlsson i Sävsjö, morfars far till nuvarande ägare Peter Nordstrand.

## Ägare i urval
- Nils Gyllenstierna (1526–1601), friherre
- J Gyllenstierna, friherre och amiral
- Harald Strömfelt, friherre, landshövding
- Hans Georg Strömfelt (död 1727), friherre, hovrättsråd
- Ehrencrantz (död 1773)
- Fredrik Ehrenpreus
- J.A. Stedt (1756–1805), landshövding
- C.H. Rydbeck, brukspatron
- N.S. Fredriksson, professor
- Hugo Wessberg (1843–1925)
- J.P. Carlsson (1858–1935)
- C-G Lundberg (1884–1951)[2]
- Birgitta Nordstrand (1922–2011), gift med advokaten Gunnar Nordstrand
- Peter Nordstrand (född 1949)